# Acalypha subtomentosa
Acalypha subtomentosa är en törelväxtart som beskrevs av Mariano Lagasca y Segura. Acalypha subtomentosa ingår i släktet akalyfor, och familjen törelväxter. Inga underarter finns listade i Catalogue of Life.